# 国家珍贵古籍名录
国家珍贵古籍名录，是中国政府为建立完备的珍贵古籍档案，确保珍贵古籍的安全，推动古籍保护工作，提高公民的古籍保护意识，促进国际文化交流和合作，而由文化和旅游部拟定，报国务院批准后公布的一份名录，主要收录范围是1912年以前书写或印刷的，以中国古典装帧形式存在，具有重要历史、思想和文化价值的珍贵古籍，以及少数民族文字古籍。截至2020年11月，中国共有13,026部国家珍贵古籍。
- 第一批国家珍贵古籍名录 （2392部，2008年3月1日公布）[2][3]
- 第二批国家珍贵古籍名录（4478部，2009年6月9日公布）[4][5]
- 第三批国家珍贵古籍名录（2989部，2010年6月11日公布）[6]
- 第四批国家珍贵古籍名录 （1516部，2013年3月8日公布）
- 第五批国家珍贵古籍名录（899部，2016年3月27日公布）[7]
- 第六批国家珍贵古籍名录（752部，2020年10月30日公布）[8][9]